# 高嶺駅
高嶺駅（たかみねえき）は、かつて沖縄県高嶺村与座（現在の沖縄県糸満市与座）に存在した沖縄県営鉄道
糸満線の鉄道駅（廃駅）である。

## 歴史
- 1923年（大正12年）7月11日（同年7月10日とも[2]）：糸満線の開通と同時に開業[1]。有人駅であった[2]。
- 1945年（昭和20年）：沖縄戦による線路の破壊のため、路線自体が事実上廃止[3]。最終運行は3月28日頃[2]。

## 駅周辺
当駅は製糖工場に隣接しており、そこへサトウキビを運んだり、生産された砂糖を那覇駅まで運んだりする需要があったため、糸満線の駅の中でも利用者は多かった。当駅では給水も行われていた。現在は廃駅跡沿いには沖縄県道82号那覇糸満線が通っており、周辺には住宅街が広がっており、広場もある。当駅と兼城駅との間には三角橋と呼ばれる土留め（擁壁）が残っている。本駅跡から汽車道も残っている。

## 隣の駅
沖縄県営鉄道
糸満線
世名城駅 - 高嶺駅 - 兼城駅